# 氷コップ

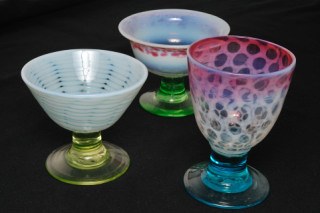
氷コップ (左から、糸巻き文ラッパ型、吹雪文縁反り碗型、赤暈し水玉文なつめ型)

氷コップ（こおりこっぷ）とは、戦前の日本でよく用いられた、かき氷を主とする氷菓専用のガラス器である。
明治中期（1890年代）以降に初めて製造された。その後の普及と共に「氷コツプ」の呼称も生まれ昭和初期（1930年代）までの期間に技法・文様において独特の発達を遂げた。戦後は生活の西洋化とともに碗型の器が主流となりシャーベットグラスと呼ばれ、器の文様もエナメルプリントが多用されるなど変化していった。これらの事から現代では、氷コップと呼ぶ場合には一般に骨董の用語として戦前のものを指す呼称として用いられる。ただし呼称としては、材質や形状にかかわらず、かき氷の器の呼称として現在も用いられることがある。

## 氷コップの種類と特徴
素材は、主にソーダ石灰ガラスが用いられている。透きガラス以外に、さまざまな色ガラスも単独または組み合わせて用いられた。紫外線を当てると、着色剤として用いられたウランやその他の不純物による、緑色の蛍光を示すものも多く見られる。
製法としては、宙吹き、型吹き、プレスが用いられた。ただし、カップの部分とステム・フットの部分で別の製法を用いたハイブリッドのものも生産された。
形状は、氷を入れるカップの部分とステム・フットの部分からなる。氷皿や蜜豆用の小鉢についても広義に氷コップという呼び方が用いられている場合も見受けられるが、昭和初期（1930年代）の佐々木硝子の型録では、ステム・フット付のもののみを"氷コツプ"と呼んでいた。カップの部分の形状によって、なつめ(棗、夏目)型、碗型、ラッパ型、リン(ベル)型等に分類される。サイズは、各形状ごとにおおよそ同じである。
形状以外の意匠において、特に手吹きの氷コップの意匠については、パーツにより異なる色ガラスを用いたり、カップの部分に文様を施すなど、変化に富んでいる。これは日本の大正時代頃の様々なガラス製品にも見られるが、特に氷コップや蜜豆鉢に顕著である。
カップの部分に施された文様としては、使用される技法により実現されたものと、オパルセントグラス(オパールガラス、オパーセリン)によるあぶり出し技法を使って様々な文様を描いたものがある。
文様を描くのに使用されたガラスの技法としては、宙吹き製のものについては、あぶり出し、暈し、掻き揚げ/マーブル、吹雪/色吹雪、千筋巻き/糸巻き、象嵌、飛線(とびせん、通称:めだか)、色被せなどがあり、単独または組み合わせて使用された。型吹き製やプレス製のものでは、主にレリーフによって様々な文様が描かれた。
オパルセントグラスを用いたあぶり出し技法を用いて描かれた文様には、伝統的な和の文様が多く用いられ、その種類は多い。市松、水玉、玉垂れ、七宝繋ぎ、輪繋ぎ、籠目、鱗、卍くずし、十字絣、亀甲/毘沙門亀甲、矢羽、梅鉢紋といった着物等に用いられた文様や、具象模様として、蝶と菖蒲、桜花、波千鳥、柳に燕などがある。

## 歴史
氷コップの歴史からは、食文化の発展に伴う食器としての発達以外に、その背景にある製氷技術の発達、ガラス材料や製法の発達など技術的な側面、氷コップの製法と需要の関わり、意匠にはその時代の流行を見い出すことが出来る。
明治時代
氷水屋が始まり、またガラス器の製造において徐冷の技術が導入された明治初期より、氷水には汎用の水呑みコップや脚付きコップなどのガラスの器が多く使われ始めたが、氷水専用のガラスの器が現れた時期は明らかではない。
明治中期頃には、西欧より輸入されたガラスのテーブルウエアセットが模倣され、国産では初期の氷菓子専用のガラス器と言えるシャーベットグラスが生産されている。
明治末には製氷技術の発達に伴って屋台からディナーまで様々な氷菓子が普及しており、氷菓子専用の器が発達した。かき氷についても、明治末までに、脚付きコップから発展したなつめ型やリン型、西洋のシャーベットグラスに似た碗形の宙吹きの氷コップが登場した。また、金で発色させる金赤による口縁の暈しが施されたものが現れたとされる。
大正時代
大正の初めには、都市部を中心に、氷水店では専用のコップが極普通に使われるようになった。
1920年代後半には、ウランガラスによる黄色・緑色を含む様々な色ガラスにより、当時の錦絵や引き札を思わせるような鮮やかな色彩も用いられるようになった。
また文様も、オパールセントガラスによるあぶり出し技法や、他の様々なガラス技法を応用したものが出はじめている。形状は、ラッパ型の氷コップも見られるようになった。
一方、製法については、大正初期には宙吹きと比べて倍額程したプレスの氷コップが大正末には宙吹きの半額程度にまで値下がりしている。量産に適したプレスの普及がうかがえる。
佐々木硝子の英文の型録にはアイスカップとしてプレスの容器が掲載されているが、あぶり出し等による文様を施した宙吹きの氷コップは掲載されていない。あぶり出し等による文様を持つ氷コップは国内需要向けであったと考えられる。
昭和時代戦前
1930年代には、エナメルガラスによる黒足のグラスが流行したが、この流行は碗型やなつめ型の氷コップにも取り入れられた。
一方、リン型やラッパ型への黒足の使用は、同形状のアイスクリームコップやグラスには見られるが、氷コップではほとんど普及していない。
昭和時代戦後～現代
第二次世界大戦直前の製造・販売は中断した可能性があるが、戦後の1965年頃まではあぶり出し等による文様を施した宙吹きの氷コップの製造が続けられてきた。
しかし戦後になると量産性が重要となり、製造方法としてはプレス、意匠もプレスで表現が可能なレリーフや生産性の高いエナメルプリントが主流となっていった。
従来の宙吹きの氷コップはプレスのものに主役の座を譲る事となったが、逆に魅力ある物が失われる事で次第に蒐集の対象となる。
その後も現在まで少ない量では有るが、一部のガラス工房やガラス会社・問屋が復刻品として、あるいは悪意の者による骨董品の贋物として、あぶり出しや暈しなどによる文様を施した氷コップが製造・販売され続けている。

## メーカー
戦前の氷コップメーカーとしては、佐々木硝子（後の佐々木クリスタル。現在の東洋佐々木ガラス）がカタログなどから確認されているが、雑器であるがゆえ無数のメーカーや問屋が存在していたと考えられる。
「『明治・大正のガラス』 1994、19頁」に、東京で最も早くあぶり出しを用いたのは、亀戸の宮崎硝子であったと記されている。宮崎硝子のあぶり出しの技術は瀧波硝子に受け継がれたが、現在は廃業。
現在では、東洋佐々木ガラスのほか、東京の問屋廣田硝子が新たに企画・販売している。

## 研究と書籍
学術的な研究は、ほとんど進んでいない。
氷コップ専門の書籍としては、282種の氷コップを写真掲載している高橋岳志の著書『氷コップの夢世界』（創樹社美術出版、2001年（平成13年））が挙げられる。また、和ガラスを紹介した書籍にも多くの氷コップを掲載したものがある。